# 줄리아노디로마
줄리아노디로마(이탈리아어: Giuliano di Roma)는 이탈리아 라치오주 프로시노네도에 위치한 코무네다. 로마로부터 남동쪽 80km, 프로시노네로부터 남서쪽 12km 거리에 있다.